# Salud pública
La salud pública es el conjunto de actividades organizadas por las Administraciones públicas, con la participación de la sociedad, para prevenir la enfermedad así como para proteger, promover y recuperar la salud de las personas del territorio o región, tanto en el ámbito individual como en el colectivo y mediante acciones sanitarias, sectoriales y transversales.

## Historia
La salud pública como ciencia tiene apenas poco más de un siglo de existencia, pero las manifestaciones del instinto de conservación de la salud de los pueblos existe desde los comienzos de la historia de la humanidad. Sin embargo la inclusión de la restauración de la salud es una adquisición relativamente reciente.
- Los egipcios, según Heródoto, eran unos de los más grandes sabios de la historia en la vida de la salud. Practicaban la higiene personal, conocían gran número de fórmulas farmacéuticas, construían depósitos de arcilla para las aguas de bebida y canales de desagüe para las aguas residuales.
- Los indostaníes, según Charaka y Shusruta de la medicina ayurveda, eran los pioneros de la cirugía estética, y de programas de salud pública que se basaban en conformar patrones de alimentación, sexualidad, de descanso, y de trabajo y las violaciones.
- Los hebreos llevaron todavía más lejos las prácticas higiénicas, al incluir en la ley mosaica, considerada como el primer código de higiene escrito, el Levítico, datado en 1500 años antes de JC. En este código se describe como debe ser el aseo personal, las letrinas, la higiene de la maternidad, la higiene de los alimentos, la protección del agua.
- La civilización griega presta más atención a la limpieza personal, al ejercicio físico y a las dietas alimenticias que a los problemas del saneamiento del medio.
- El imperio romano es famoso por sus actividades en los campos de la higiene personal con la construcción de baños públicos y de la ingeniería sanitaria con la construcción de acueductos.
- En América Prehispánica, la civilización Tehotihuacana contó con grandes obras que le permitían llevar agua limpia a la ciudad, así como de deshacerse de agua sucia, Lo mismo sucede en la cultura Azteca. Esta última se crea en islotes dentro de un gran lago, por lo cual desarrolla diversas medidas para evitar su contaminación. Se dice que los aztecas aprendieron a vivir con el lago, mientras que los conquistadores españoles, quisieron vivir contra el lago teniendo que sufrir constantes inundaciones (algunas que duraron años) e hicieron del viejo y limpio Tenochtitlan una de las ciudades más sucias del mundo.
- En la Edad Media, presidida por el catolicismo, se produjo una reacción contraria a todo lo que recordaba al imperio romano y al paganismo. El desprecio de lo mundano y la "mortificación de la carne" pasaron a ser las normas preferidas de conducta, por lo que el descuido de la higiene personal y del saneamiento público llegó hasta tal punto que junto con los movimientos migratorios bélicos y los bajos niveles socioeconómicos, se produjeron las grandes epidemias de la humanidad. La lepra se consiguió erradicar de Europa con la marginación y el exterminio de los leprosos. Con respecto a la peste bubónica se establecieron medidas de cuarentena en los puertos marítimos y cordones sanitarios en tierra.
- En 1485 la República de Venecia establece un tribunal permanente de supervisores de salud con especial atención en la prevención de la propagación de epidemias en su territorio desde el extranjero. Los tres supervisores inicialmente eran designados por el Senado Veneciano y más tarde por el Consejo.[2]

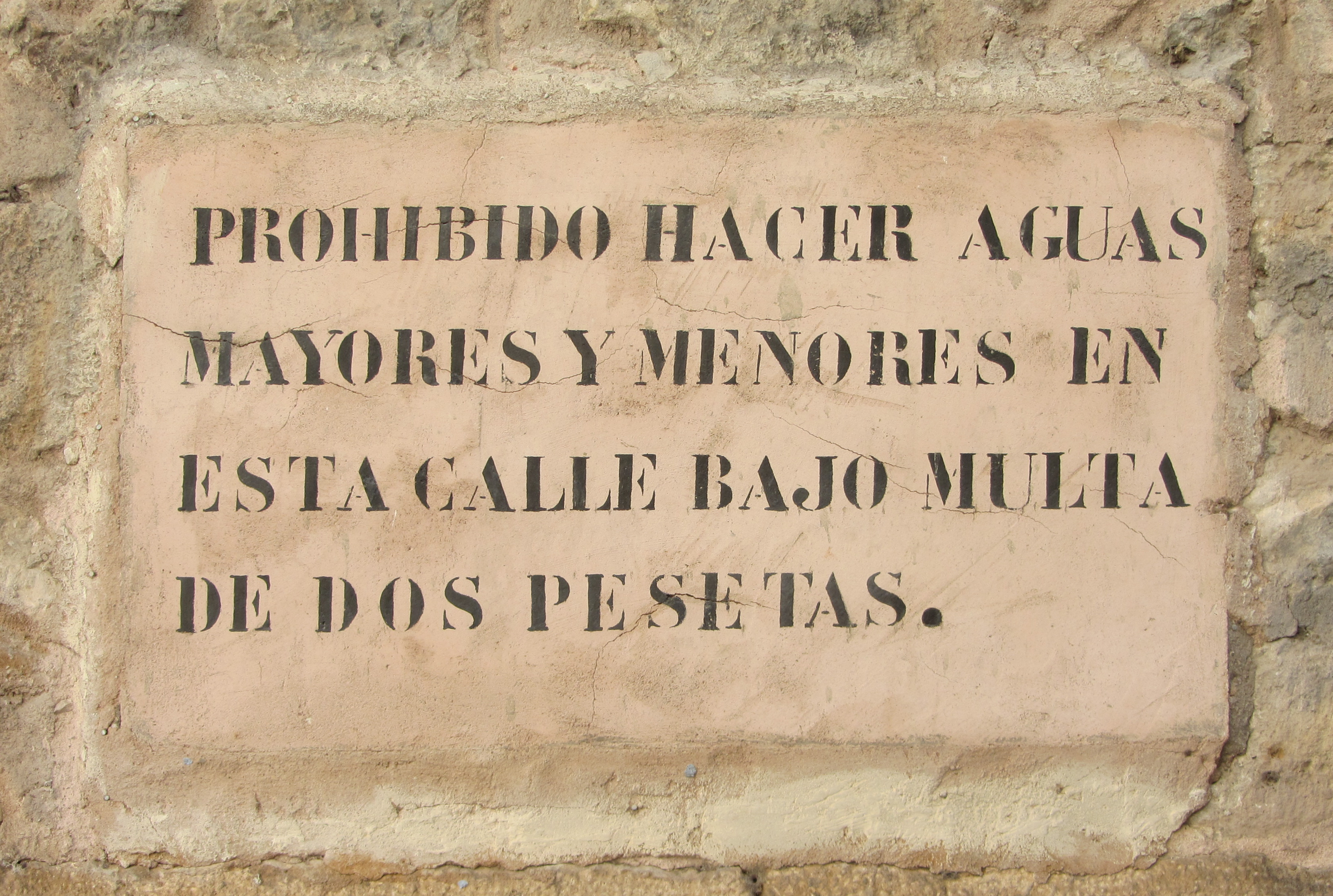
Prohibición de defecar y orinar en la vía pública.

- El Acta de Fábricas de 1802 permitía que los magistrados locales nombrara inspectores de salud a eclesiásticos y jueces de paz para la inspección de las condiciones de las fábricas.
- En el siglo XIX hubo un desarrollo considerable de la Salud Pública en Europa y en los Estados Unidos. En Inglaterra Edwin Chadwick impulsó las Leyes de Salud Pública que contemplaban un conjunto de medidas para la sanidad, sobre todo en las ciudades industriales. Con esas medidas se logró reducir la mortandad por algunas de las enfermedades infecciosas que azotaban a la población trabajadora que vivía en pésimas condiciones y de insalubridad. Resaltan también los trabajos de W. Farr, quien en polémica con Chadwick señalaba que las condiciones de salud de los trabajadores se debían al exceso de trabajo que los mataba de inanición. En Alemania Rudolf Virchow, un gran patólogo de la época, al calor de las revoluciones de 1848 señalaba que "la política es medicina en gran escala", mostrando con ello que las transformaciones sociopolíticas podían generar mejores condiciones para los trabajadores y con ello se lograría mejorar la situación de salud. A mediados del siglo XIX casi todos los médicos sostenían que las enfermedades se producían por suciedades de las cuales emanaban miasmas que llevaban la enfermedad a las personas. Otro grupo de médicos, los contagiacionistas sostenían que la enfermedad pasaba de unas personas enfermas a otras sanas por contagio de posibles microorganismos. Los trabajos de Koch terminaron dando la razón a los segundos y se abrió una época de "cazadores de microbios". Temporalmente la atención se centró en microorganismos específicos y la salud Pública dirigida a combatir las suciedades (agua potable, drenajes, reglamentación de entierros y rastros, etc.) pasó a segundo plano, para resurgir de forma más madura (considerando ya a los microorganismos) en el siglo XX.

## Determinantes de salud
Los determinantes de la salud pública son los mecanismos específicos que influyen en varios grados de salud y enfermedad. Los determinantes de salud según Marc Lalonde, ministro de sanidad de Canadá son:
1. Estilo de vida: Es el determinante que más influye en la salud y el más modificable mediante actividades de promoción de la salud o prevención primaria.
2. Biología humana: se refiere a la herencia genética que no suele ser modificable actualmente con la tecnología médica disponible.
3. Sistema sanitario: Es uno de los que menos influye en la salud y sin embargo es el determinante de salud que más recursos económicos recibe para cuidar la salud de la población, al menos en los países desarrollados. En los países en vías de desarrollo y especialmente en las áreas rurales tecnologías sencillas como letrinas de hoyo pueden sanear el ambiente por evitar la defecación al aire libre.[5]
4. Medio ambiente: Contaminación del aire, del agua, del suelo y del medio ambiente psicosocial y sociocultural por factores de naturaleza.
  - Biológica (bacterias, virus, hongos, etc.)
  - Física (radiaciones, humos, desechos, etc.)
  - Química (hidrocarburos, plomo, plaguicidas, etc.)
  - Psicosocial y sociocultural (dependencias, violencias, estrés, competitividad, etc.)

Los requisitos para la salud descritos en la Carta de Ottawa son: la paz, la educación, el vestido, la comida, la vivienda, un ecosistema estable, la justicia social y la equidad.

## Funciones
Las funciones esenciales de la salud pública son:
1. Diagnóstico, evaluación, análisis y seguimiento de la situación de salud.
2. Vigilancia de la salud pública, investigación,control de riesgos y daños en salud pública.
3. Promoción de la salud.
4. Participación de los ciudadanos en la salud.
5. Desarrollo de políticas y capacidad institucional de planificación, y gestión en materia de salud pública.
6. Fortalecimiento de la capacidad institucional de regulación, y fiscalización en materia de salud pública.
7. Evaluación y promoción del acceso equitativo a los servicios de salud necesarios.
8. Desarrollo de recursos humanos y capacitación en salud pública.
9. Garantía y mejoramiento de la calidad de los servicios de salud individuales y colectivos.
10. Investigación en salud pública.
11. Reducción del impacto de las emergencias y desastres en la salud.

### Protección sanitaria
Son actividades de salud pública dirigidas al control sanitario del medio ambiente en su sentido más amplio, con el control de la contaminación del suelo, agua, aire, de los alimentos y recursos. Además se incluye la seguridad social que detectan factores de riesgo para la población y elaborar programas de salud para la sociedad.
Dar alternativas de solución a enfermedades que implican a cualquier población.

"El agua y el saneamiento son uno de los principales motores de la salud pública. Suelo referirme a ellos como «Salud 101», lo que significa que en cuanto se pueda garantizar el acceso al agua salubre y a instalaciones sanitarias adecuadas para todos, independientemente de la diferencia de sus condiciones de vida, se habrá ganado una importante batalla contra todo tipo de enfermedades."
"Dr LEE Jong-wook, Director General, Organización Mundial de la Salud."

### Promoción sanitaria
Son actividades que intentan fomentar la salud de los individuos y colectividades, promoviendo la adopción de estilos de vida saludables, mediante intervenciones de educación sanitaria a través de medios de comunicación de masas, en las escuelas y en atención primaria. Así para toda la comunidad que no tienen los recursos necesarios para la salud. La educación sanitaria debe ser complementada con los cambios necesarios en el medio ambiente y en las condiciones sociales y económicas que permitan a los ciudadanos el ejercicio efectivo de los estilos de vida saludables y la participación en la toma de decisiones que afecten a su salud.
Existen actividades organizadas por la comunidad que influyen sobre la salud como son:
1. La educación sanitaria: La enseñanza general básica debe ser gratuita a toda la población.(defensa de la educación pública).
2. Política microeconómica y macroeconómica: Producción agrícola y ganadera (de alimentos), de bienes y servicios, de empleo y de salarios.
3. Política de vivienda urbana-rural y obras públicas.
4. Justicia social: De impuestos, de Seguridad Social y de servicios de bienestar y recreativos o de ocio.

Los antecedentes más cercanos, en relación con la renovación de principios y la construcción teórico-práctica de la actual Promoción de la Salud, se inicia con Henry E. Sigerist, quien concibió cuatro funciones relevantes de la medicina:
- La promoción de la salud
- La prevención de la enfermedad
- La restauración del enfermo
- La rehabilitación

Término promoción de la salud para referirse a las acciones que se basaban en la educación sanitaria y las acciones del Estado para mejorar las condiciones de vida.

### Restauración sanitaria
Consiste en todas las actividades que se realizan para recuperar la salud en caso de su pérdida, que son responsabilidad de los servicios de asistencia sanitaria que despliegan sus actividades en dos niveles: atención primaria y atención hospitalaria.
El acceso o accesibilidad a los servicios de salud se define como el proceso mediante el cual se logra satisfacer una necesidad relacionada con la salud de un individuo o una comunidad. Este proceso involucra el deseo de buscar atención en salud, la iniciativa por buscarla, por tenerla y por continuar con esa atención, bien sea en términos del diagnóstico, el tratamiento, la rehabilitación, la prevención o la promoción de la salud.

## Organismos, entidades e instituciones
- La OMS, instituto internacional centralizado a emprender y desarrollar esfuerzos a nivel mundial sobre salud pública, y quien tiene una mayor organización e infraestructura para la demanda creciente de investigaciones en epidemiología, y otras ciencias de carácter médico que son mediadores específicos para el buen ejercicio de la salud pública.

Cumple sus objetivos mediante las siguientes funciones básicas: 
• Ofrecer liderazgo en temas cruciales para la salud y participar en alianzas cuando se requieran actuaciones conjuntas. 
• Determinar las líneas de investigación y estimular la producción, difusión y aplicación de conocimientos valiosos. 
• Establecer normas y promover y seguir de cerca su aplicación en la práctica. 
• Formular opciones de política que aunen principios éticos y de fundamento científico. 
• Prestar apoyo técnico, catalizar el cambio y crear capacidad institucional duradera. 
• Seguir de cerca la situación en materia de salud y determinar las tendencias sanitarias. 
- La FAO, organismo internacional que conduce las actividades internacionales encaminadas a erradicar el hambre. Brinda sus servicios a países desarrollados, como a países en transición a modernizar y mejorar sus actividades agrícolas, forestales y pesqueras, con el fin de asegurar una buena nutrición para todos.
- La UNICEF, o Fondo de Naciones Unidas para la Infancia, las áreas de acción de UNICEF incluyen el desarrollo de la niñez, de la adolescencia, y la participación en los patrones de vida basándose en la educación. Se centra en atender problemas de salud pública principalmente en zonas de extrema pobreza, en África y otras latitudes del mundo. Está enfocada principalmente en 5 prioridades:
  - Supervivencia y desarrollo de la infancia.
  - Educación básica e igualdad de género (incluyendo la educación a las niñas).
  - Protección a niños contra la violencia, explotación y abuso.
  - El SIDA y los niños.
  - Políticas de vigilancia de los derechos de los niños.
- La ONU, asociación de gobiernos global que facilita la cooperación en asuntos como el Derecho internacional, la paz y seguridad internacional, el desarrollo económico y social, los asuntos humanitarios y los derechos humanos.
- La UNODC, agencia de las Naciones Unidas que tiene por objetivo asistir a la salud pública por medio de la seguridad pública internacional, luchar contra las drogas y el crimen organizado transnacional. Este objetivo se lleva a cabo a través de tres funciones primarias: investigación, persuasión a los gobiernos para que adopten leyes contra el crimen y las drogas así como los tratados y la asistencia técnica a dichos gobiernos.
- La PNUMA, organismo que interviene con la salud pública siendo programa de las Naciones Unidas que coordina las actividades relacionadas con el medio ambiente, asistiendo a los países en la implementación de políticas medioambientales adecuadas así como a fomentar el desarrollo sostenible.
- La PNUAH, asiste a la salud pública como agencia de las Naciones Unidas, con sede en Nairobi, con el objetivo de promover ciudades y pueblos social y ecológicamente sostenibles.
- La ONUSIDA, es el Programa Conjunto de las Naciones Unidas sobre el VIH/SIDA (más conocido por el acrónimo ONUSIDA) es un programa de las Naciones Unidas destinado a coordinar las actividades de los distintos organismos especializados de la ONU en su lucha contra el SIDA.
- La INTERPOL, organismo internacional de cooperativa policiaca y militar con 186 países miembros. Creada en 1923, apoya y ayuda a todas las organizaciones, autoridades y servicios de seguridad pública y de seguridad nacional cuya misión es prevenir y combatir la delincuencia internacional, el tráfico de órganos humanos, la explotación laboral y sexo-servicial infantil y de la mujer, el narcotráfico, y el crimen organizado.
- El ANSES, la Administración Nacional de la Seguridad Social tiene a su cargo la Administración de las prestaciones y los servicios nacionales de la Seguridad Social en la República Argentina.